# Faye Resnick

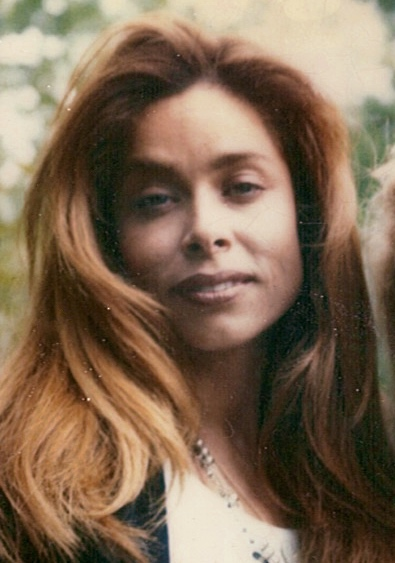
Faye Resnick, 2018

Faye Resnick (* 3. Juli 1957 in Brentwood, Kalifornien) ist eine US-amerikanische Schauspielerin und Buchautorin.

## Leben und Werdegang
Resnick spielte im Laufe ihrer Karriere verschiedene Rollen in US-amerikanischen Serien und Fernsehfilmen. Unter anderem erschien sie in verschiedenen Episoden der Serie The Real Housewives of Beverly Hills.
Im März 1997 war sie Covergirl im amerikanischen Playboymagazin.
Resnick war mit Nicole Brown Simpson, einem der Mordopfer im Strafprozess gegen O. J. Simpson, befreundet. Über ihre Erfahrungen mit Nicole Brown und dem Simpson-Prozess schrieb sie in den Jahren 1994–1996 mit Unterstützung professioneller Co-Autoren die Bücher Nicole Brown Simpson: The Private Diary of a Life Interrupted und Shattered: In the Eye of the Storm.

## Filmografie (Auswahl)
- 1998: E! True Hollywood Story
- 2015: Keeping Up with the Kardashians
- Seit 2010: The Real Housewives of Beverly Hills